# Família Takatsukasa
A Casa Takatsukasa  (鷹司家, Takutsukasa-ka) era um ramo do clã Fujiwara que desde há séculos, a partir do período Heian tinha uma influência política sobre a corte imperial e fornecia muitos dos Sesshō e Kanpaku (regentes), bem como esposas para os Tennō.

## História
A Casa foi fundada por Takatsukasa Kanehira (1228- 1294), que era o sexto filho de Konoe Iezane. Ele foi o primeiro a ter esse nome. O nome  do se originou do bairro em Quioto onde moravam e seu emblema é a peônia. A residência da família foi destruída em 1467, no início da Guerra Onin. 
Os Takatsukasa fazia parte dos cinco ramos Fujiwara, que eram conhecidos como Sekke (摂家, as cinco casas regentes) a partir do qual o Sesshō e Kanpaku eram escolhidos.
A Casa Takatsukasa desapareceu no período Sengoku. Mais tarde, no início do período Edo, um dos filho de Nijō Haruyoshi passou a usar o nome Takatsukasa Nobufusa e reviveu a casa iniciando uma nova linhagem. 
A filha de Nobufusa,  Takako casou-se com Iemitsu, o terceiro shogun dos Tokugawa.
Em 1869, o líder da Casa Takatsukasa tornou-se Kōshaku (公爵, duque) pelo sistema kazoku.
A Princesa Kazuko, a terceira filha de Hirohito, (imperador Showa), se casou com o herdeiro dos Takatsukasa.

## Linhagem

### Linhagem Original (até 1552)
- Takatsukasa Kanehira (1228-1294; 鷹司兼平 )
- Takatsukasa Mototada (1247-1313 / 7/7; 鷹司基忠 )
- Takatsukasa Kanetada ( 1262 - 25 de agosto 1301, 鷹司兼忠 )
- Takatsukasa Fuyuhira (1275-1327, 鷹司冬平 )
- Takatsukasa Fuyunori (1295-1337; 鷹司冬教 )
- Takatsukasa Morohira (1310-1353; 鷹司師平 )
- Takatsukasa Fuyumichi (1330-1386; 鷹司冬通 )
- Takatsukasa Fuyuie (1357-1425; 鷹司冬家 )
- Takatsukasa Fusahira († 1472; 鷹司平房 )
- Takatsukasa Masahira (1445-1517; 鷹司政平 )
- Takatsukasa Kanesuke (1480-1552; 鷹司兼輔 )
- Takatsukasa Tadafuyu (1509-1546; 鷹司忠冬 )

### Nova Linhagem
- Takatsukasa Nobufusa (1565-1657; 鷹司信房 )
- Takatsukasa Nobuhisa (1590-1621; 鷹司信尚 )
- Takatsukasa Norihira (1590-1621; 鷹司教平 )
- Takatsukasa Takako (1602-1674; 鷹司孝子 )
- Takatsukasa Nobuko (1651-1709; 信子 )
- Takatsukasa Fusasuke (1637-1700; 鷹司房輔 )
- Takatsukasa Kanehiro (1659-1725; 鷹司兼熙 )
- Takatsukasa Sukenobu 1683-1744; 鷹司輔信 )
- Takatsukasa Hisasuke (1726-1733; 鷹司尚輔 )
- Takatsukasa Sukehira (1738-1813; 鷹司輔平 ).
- Takatsukasa Masahiro (1761-1840)
- Takatsukasa Masamichi (1789-1868 ; 鷹司政通 )
- Takatsukasa Sukehiro (1807-1879 ; 鷹司輔煕 )

### Linhagem Moderna
- Takatsukasa Hiromichi (1855-1918; 鷹司煕通 )
- Takatsukasa Nobusuke (1889-1959)
- Takatsukasa Toshimichi (1923-1966; 鷹司平通 )
- Hisatake Takatsukasa ( 鷹司尚武 ) é o sumo sacerdote do Santuário Ise desde 2007 e também ex-presidente da NEC (NEC 通信システム ).